# Bandera de la República Socialista Soviética de Georgia
La bandera de la República Socialista Soviética de Georgia fue adoptada por la RSS de Georgia el 11 de abril de 1951. Es una modificación de la bandera nacional de la URSS. 

## Descripción
La bandera fue diseñada por el artista Severian Maisashvili Davidovich (1900-1980). En el decreto del Presídium del Sóviet Supremo de la República Socialista Soviética de Georgia la nueva bandera nacional fue adoptada con la siguiente descripción:
"La bandera nacional de la República Socialista Soviética de Georgia se presenta como un paño rectangular de color rojo con una franja horizontal azul cercana al borde superior de la bandera, con una figura de sol azul situada en el cuadrante superior más cercano al mástil. En el interior del sol azul figuraban una hoz, un martillo y una estrella rojos. Esta bandera fue adoptada en 1951 y estuvo vigente hasta la independencia del país en abril de 1991."
Es la única bandera de las repúblicas soviéticas en la que la hoz y el martillo no son de color dorados.

## Historia
Antes de esto, la bandera era roja con los caracteres georgianos dorados სსსრ (SSSR) en la esquina superior izquierda.
Entre 1937 y la adopción de la bandera arriba en la década de 1940, la bandera era roja con los caracteres georgianos dorados საქართველოს სსრ (Sakartvelos SSR) en la esquina superior izquierda.
Entre 1922 y 1937, la bandera era roja, con los caracteres cirílicos dorados ССРГ (SSRG) en la esquina superior izquierda.

## Banderas históricas

Bandera de la RSS de Georgia (1921-1922)
Bandera de la RSS de Georgia (1922-1937)
Bandera de la RSS de Georgia (1937-1951)
Bandera de la RSS de Georgia (1951-1990)
Bandera de Georgia (1990-2004)